# Causerie
Een causerie (uit het Frans: praatje, gekeuvel) is een manier om op luchtige wijze een onderwerp te bespreken. De spreker tracht doorgaans met enige humor en voorbeelden een onderwerp zodanig te presenteren, als lezing, presentatie of voordracht, dat de luisteraars geboeid blijven en inhoudelijk alles meekrijgen. Bij een normale presentatie of voordracht is het verpozende of amuserende element doorgaans minder van belang.
Causerieën waren vooral populair in de tijd dat de radio als medium een grote bloei doormaakte, terwijl de televisie nog niet zo populair was. De radio als medium leende zich bij uitstek voor causerieën, vanwege het auditieve karakter. Sommige causerieën werden wekelijks verzorgd, zoals G.B.J. Hiltermanns De toestand in de wereld  en Prof.Dr.I.A.Diepenhorst in zijn wekelijkse radio-causerie In het Parlement en Daarbuiten.
Ook komen causerieën voor in literaire geschreven vorm, zoals essays of korte artikelen in tijdschriften. Een voorbeeld hiervan zijn de  Causerieën van Multatuli, die in de jaren 1869 en 1870 verschenen in het nieuws- en advertentieblad "De Locomotief" van Samarang. Een voorbeeld van iemand voor Christus die ook causerieën schreef is Horatius.